# Euproctis flavinata
Euproctis flavinata är en fjärilsart som beskrevs av Walker 1865. Euproctis flavinata ingår i släktet Euproctis och familjen tofsspinnare. Inga underarter finns listade i Catalogue of Life.